# Moreau-Eichen

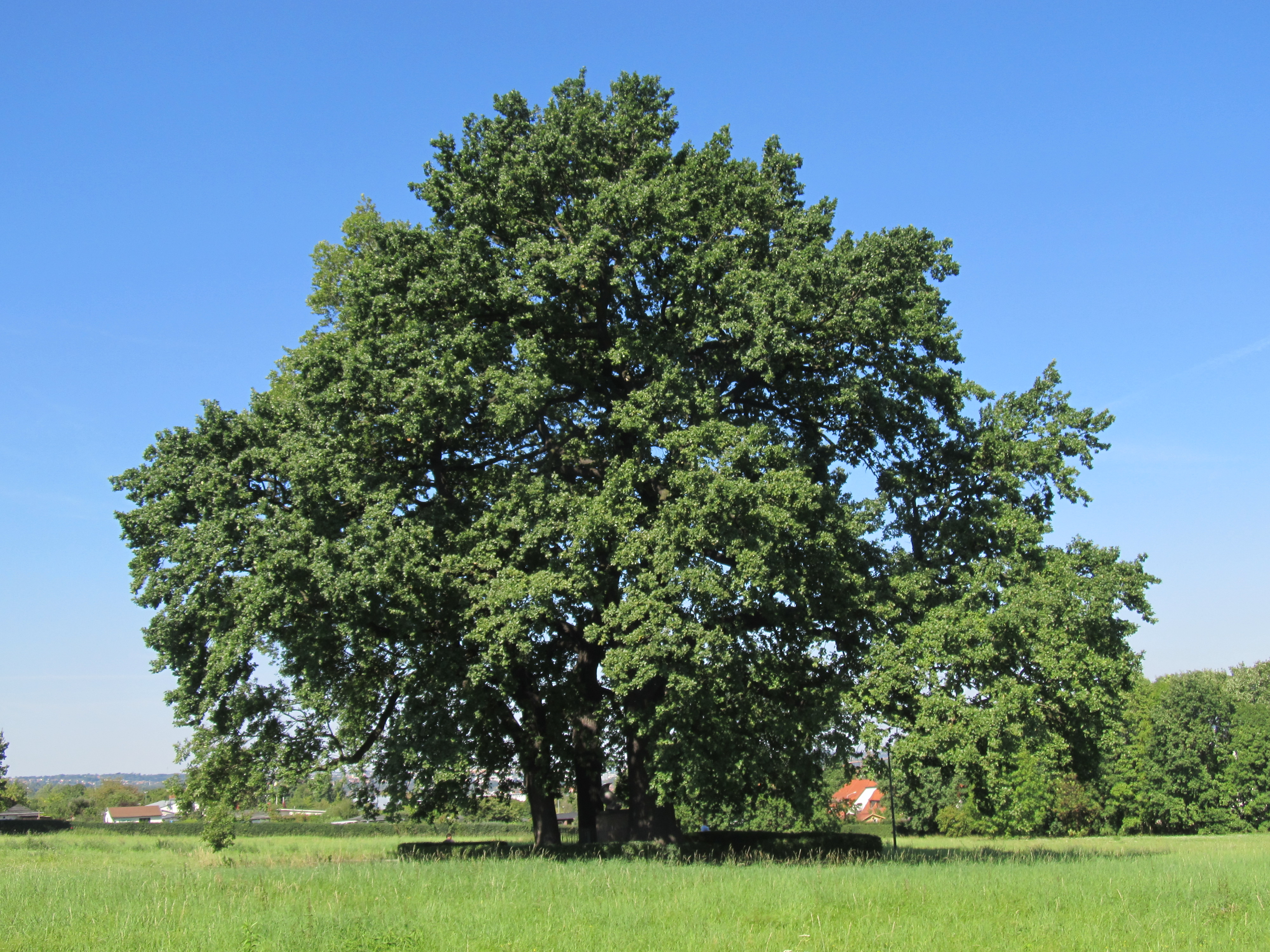
Die Moreau-Eichen, Sommer 2017

Die Moreau-Eichen sind drei Stiel-Eichen (Quercus robur) am Moreau-Denkmal auf der Räcknitzhöhe im Süden der sächsischen Landeshauptstadt Dresden. Die 1814 für den im Jahr zuvor in der Schlacht bei Dresden tödlich verwundeten General Jean-Victor Moreau (1763–1813) gepflanzten Eichen gehören zu den ältesten Gedenkbäumen der Stadt.

## Geographie

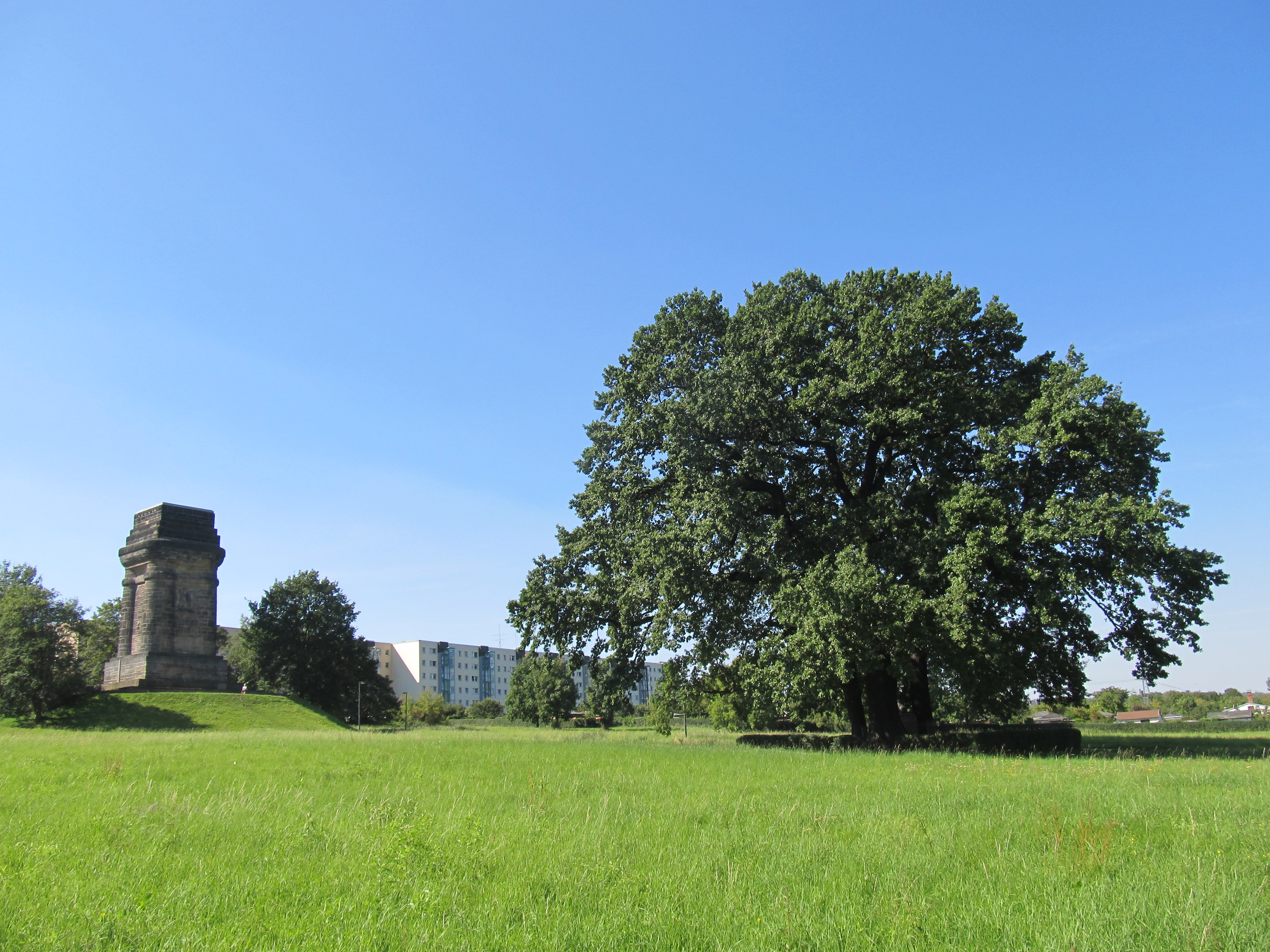
Bismarcksäule und Moreau-Eichen, Sommer 2017

Südlich des Räcknitzer Parks, durch die Straße Räcknitzhöhe getrennt, befindet sich eine Wiese in Hanglage, die auf 240 Metern Länge von rund 170 m ü. NHN um etwa 20 Höhenmeter auf 190 m ü. NHN ansteigt. In der Mitte dieser Wiese verläuft in Nord-Süd-Richtung der Moreau-Weg. Etwas östlich des Zentrums der Wiese befindet sich auf etwa 180 m ü. NHN das Moreau-Denkmal, das von den Eichen im Westen, Süden und Osten umgeben wird.
Am oberen Ende des Moreau-Wegs steht die monumentale Bismarcksäule. Diese wurde zu DDR-Zeiten in Karten verschwiegen, wogegen das Moreau-Denkmal eingezeichnet war, weshalb es zu Verwechslungen kam.
Die Bäume sind nicht als Naturdenkmale ausgewiesen, da die gesamte Wiese (unter dem Namen „Franzosenhöhe“) nebst Morau-Denkmal als Kulturdenkmal geschützt ist.

## Geschichte
Während der Befreiungskriege trat das Kaisertum Österreich, nach einer Unterredung des österreichischen Reichskanzlers Fürst von Metternich mit Napoleon am 28. Juni 1813, der antinapoleonischen Allianz von Preußen und Russland bei. Währenddessen war das zwischen Preußen und Österreich liegende Königreich Sachsen als Teil des Rheinbunds seit April des Jahres ein Verbündeter Frankreichs und hatte ein Angebot ausgeschlagen, der Allianz beizutreten. In der Folge kam es am 26. und 27. August 1813 zur Schlacht bei Dresden, in der die französische Seite trotz geringerer Truppenstärke einen Sieg davontragen konnte. Im Laufe des zweiten Tages war der französische jedoch antinapoleonische und auf russischer Seite kämpfende General Moreau im Gespräch mit Zar Alexander, als den General eine Kanonenkugel traf und beide Beine zerschmetterte, worauf er sechs Tage später verstarb. Wenig später ist im Oktober 1813 in der mehrtägigen Völkerschlacht bei Leipzig der sächsische König Friedrich August I. gefangen genommen worden.
Zur Verwaltung Sachsens hatte die Allianz noch im Oktober 1813 das Generalgouvernement Sachsen eingerichtet, an dessen Spitze der russische General Nikolai Grigorjewitsch Repnin-Wolkonski stand. Dieser bemühte sich um die Stabilisierung und den Wiederaufbau in Sachsen. In Dresden befahl er die Schleifung der nicht mehr zeitgemäßen Befestigungsanlagen, die wertvolles Bauland freigaben, und öffnete die Brühlsche Terrasse sowie den Großen Garten für die Allgemeinheit.

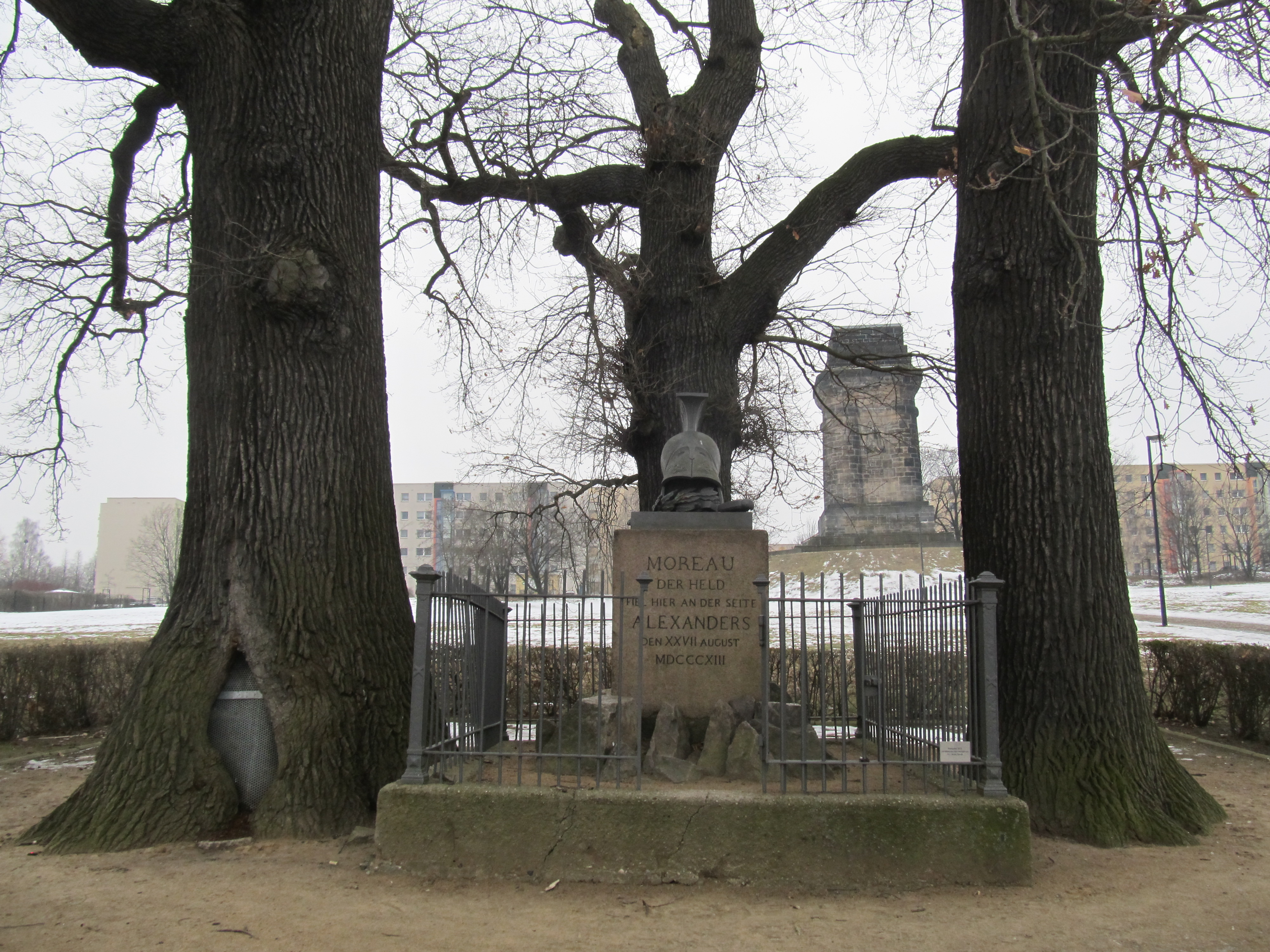
Gedenkstein von Eichen umrahmt

Im Gedenken an Moreau ließ Repnin-Wolkonski im Jahr 1814 das Moreau-Denkmal schaffen, dessen Inschrift („MOREAU / DER HELD / FIEL HIER AN DER SEITE / ALEXANDERS / […]“) die russische Beteiligung hervorhebt. Am 4. November 1814 wurden Moreaus amputierte Beine im Rahmen einer kleinen Gedenkfeier in einer Urne unter dem Denkmal beigesetzt. Ebenfalls im November wurden um das Denkmal drei Eichen gepflanzt, die für die drei Verbündeten Russland, Preußen und Österreich stehen.
Der Standort schien anfangs nicht ideal für die Bäume gewesen zu sein, zumindest beklagte ein Bericht gut 20 Jahre nach Pflanzung, dass sie kränklich wirkten und kaum Schatten spenden könnten:

„Die Eichen sollten das Monument beschatten, aber sie thun’s nicht; kaum, daß sie ihr eigenes kränkliches Daseyn fristen. Liegt’s am Boden oder am Zugwinde, sie gedeihen nicht. Die Russen pflanzten sie bereits beim Beginn der Restauration, 1814, und zur Juli-Revolution gaben sie noch immer keinen Schatten; es ist, als ob deutsche Eichen für das Denkmal des General Moreau keinen Schatten hätten.“

Im Jahr 1864, fünfzig Jahre nach der Pflanzung, erschienen sie Albert Schiffner „minder jugendlich“ im Vergleich zu einer Reihe von 50 Eichen, die anlässlich des 50. Regierungsjubiläums Friedrich Augusts des Gerechten 1818 gepflanzt wurden.
Gut 200 Jahre nach der Pflanzung waren die Kronen der drei ungleichmäßig starken Bäume ineinander verwachsen und sie wiesen Stammumfänge zwischen 2,5 und 5 Metern auf. (Zum Vergleich: Die etwa gleichaltrige Dohna-Eiche hat einen (undatierten) Stammumfang von 3,85 Metern.)
Bei den bis dahin „malerischen Stiel-Eichen am Moreau-Denkmal“ gab es zwischenzeitlich Astbrüche und Kronenrückschnitte, wodurch sich die Kronen nicht mehr in dieser Einheitlichkeit zeigen. Zudem ragen die Stämme bis an die steinerne Einfassung des Denkmals und ein Stamm weist eine baumchirurgisch geschlossene Öffnung auf.